# Zuera (kommunhuvudort)
Zuera är en kommunhuvudort i Spanien.   Den ligger i provinsen Provincia de Zaragoza och regionen Aragonien, i den nordöstra delen av landet, 290 km nordost om huvudstaden Madrid. Zuera ligger 283 meter över havet och antalet invånare är 6 098.
Terrängen runt Zuera är huvudsakligen platt, men åt nordväst är den kuperad. Zuera ligger nere i en dal som går i nord-sydlig riktning. Runt Zuera är det ganska glesbefolkat, med 25 invånare per kvadratkilometer. Zuera är det största samhället i trakten. Trakten runt Zuera består till största delen av jordbruksmark.